# Russell-Fjord
Der Russell-Fjord (englisch Russell Fiord) ein Fjord im Nordwesten der Panhandle von Alaska.
Der Fjord mündet in die Disenchantment Bay im Nordosten der Yakutat Bay. Die Öffnung zur Disenchantment Bay wird periodisch am Gilbert Point vom Hubbard-Gletscher verschlossen. Der am 14. August 2002 erfolgte Bruch des Hubbard-Gletschers, der den Russell-Fjord für rund einen Monat von der Disenchantment Bay abgeschnitten hatte, war der bisher zweitgrößte von Menschen dokumentierte Gletscherlauf.
Der Kongress der USA wies 1980 den Fjord und das ihn umgebende Gebiet mit einer Gesamtfläche von 1411 km² im Rahmen des Alaska National Interest Lands Conservation Act als Wilderness Area, der strengsten Klasse von Naturschutzgebieten der Vereinigten Staaten, in der die menschlichen Eingriffe in die Natur minimal sind, aus. Die Russell Fjord Wilderness grenzt im Nordwesten an die Wrangell-Saint Elias Wilderness. Sie wird vom United States Forest Service verwaltet.
Der Fjord hat eine Länge von etwa 50 km und eine Breite von etwa 3,5 km. Der Fjord wird vom Zufluss Beasley Creek sowie dem Hidden Glacier gespeist. Rechterhand zweigt der vom East Nunatak-Gletscher und West Nunatak-Gletscher gespeiste Nunatak-Fjord (Nunatak Fiord) ab.